# Las Vegas Wranglers
Las Vegas Wranglers byl profesionální americký klub ledního hokeje, který sídlil v nevadské metropolitní oblasti Las Vegas. V letech 2003–2014 působil v profesionální soutěži East Coast Hockey League. Wranglers ve své poslední sezóně v ECHL skončily v osmifinále play-off. Své domácí zápasy odehrával v hale Orleans Arena s kapacitou 7 773 diváků. Klubové barvy byly červená, černá, bílá a stříbrná.
Wranglers se během své jedenáctileté existence dočkali mnoha poct. Mají nejvyšší procento vítězných zápasů historie ECHL a drží dalších 6 rekordů ECHL. Wranglers hráli jednou ve finále Kelly Cupu a jednou vyhráli v Brabham Cupu. Dvakrát také zvítězili v Pacifické divizi. Mezi hráče Wranglers, kteří hráli taktéž v NHL patří Brent Krahn, Adam Pardy, Dany Sabourin, Tyson Strachan a Tyler Sloan. Wranglers hrají své zápasy na západě města v Orleans Areně, která byla otevřena v roce 2003.
Wranglers byli farmou týmu NHL Calgary Flames mezi lety 2003 a 2009, ale od sezóny 2009-10 spolupracují s Phoenixem Coyotes.
Wranglers také získali mnohá místní ocenění, například byli novinami Las Vegas Review-Journal vyhlášeni nejlepším místním týmem v letech 2005, 2006 a 2009 a trenér Wranglers – Glen Gulutzan nejlepším místním trenérem.

## Historie

### Návrat ledního hokeje na poušť
V Las Vegas působil tým Las Vegas Thunder, který hrál ligu International Hockey League, ovšem svá práva na ligu prodali před sezónou 1998/99. Liga West Coast Hockey League zveřejnila svůj záměr, poskytnout práva při rozšíření v roce 1999 právě do Las Vegas. Plán byl, že tým začne fungovat od sezóny 2000/01. Název Wranglers a logo bylo představeno krátce před tím, než měl v roce 2000 začít tým fungovat. Poté, ale musel být vstup týmu do soutěže pozastaven o 3 roky, protože neměli vhodnou arénu. V říjnu 2002 klub oznámil, že plánují hrát v Las Vegas Events Center a sdílet tak stadion s Community College of Southern Nevada s basketbalovými týmy mužů a žen. Events Center byla provozována neziskovými organizacemi a byla podporována starostou Oscarem Goodmanem.
Když nedosáhli žádného pokroku v jednáních týkajících se Events Center rozhodlo vedení o hraní domácích zápasů v Orleans Areně, která byla ve výstavbě poblíž Orleans Hotelu a Casina. Wranglers by tak mohli začít hrát ve WCHL od sezóny 2003/04. Když se v roce 2002 uskutečnilo spojení lig WCHL a ECHL (nově pojmenovaná liga měla název ECHL), bylo mezi přijatými týmy i Las Vegas Wranglers a mohli se tak od sezóny 2003/04 připojit k ECHL.

### Raná léta
29. května 2003 představil v sídle majitele týmu Karla Davenporta IV., herec Ricky Schroder bývalého hráče a trenéra týmu Fresno Falcons Glena Gulutzana jako prvního trenéra a hlavního manažera týmu Wranglers. Během 4 měsíců se Guluthan dohodl na spolupráci s generálním manažerem týmu Calgary Flames Darrylem Sutterem. Wranglers se tak stali farmářským týmem Calgary Flames a Lowelu Lock Monsters. První 2 hráči, kteří s Guluthanem podepsali smlouvu byli bývalí hráči NHL a bratři Jason a Mike McBain a další, kdo podepsal byl veterán ECHL brankář Marc Magliarditi. Gulutzan jmenoval Jasona McBaina prvním kapitánem týmu. Wranglers ukončili svojí první sezónu s následujícími výsledky: 43 vítězství, 7 remíz a 22 porážek za což získali 93 bodů a vyhráli Pacifickou divizi. V playoff byli poraženi v prvním kole týmem Idaho Steelheads v pěti-zápasové sérii.
Následující sezóna 2004/05 byla pro Wranglers nejhorší v prozatímní historii, přestože média očekávala vzhledem ke stávce NHL posílení týmu o hráče z Calgary Flames. Tým nakonec posílil pouze nadějný brankář Sébastien Centomo. Wranglers trpěli nedisciplinovaností a jejich útočník Adam Huxley byl lídrem mezi nejtrestanějšími hráči ligy a Centomo se projevoval spíše bitkami než zastavováním puků. Fanoušci při zápasech pobízeli trenéra Gulutzana k rezignaci. Wranglers dokončili sezónu se zklamáním a výsledky: 31 vítězství, 8 remíz a 33 porážek (70 bodů).

### Vzestup
Před sezónou 2005/06 oznámil kapitán Jason McBain svůj odchod do důchodu a kapitánská funkce byla předána jeho bratrovi Miku McBainovi. Wranglers tuto sezónu začali v raketovém tempu a v prvních třech měsících sezóny byli poraženi pouze ve 4 zápasech. To znamenalo rekordní šňůru vítězných domácích zápasů, když nebyli doma poraženi až do 3. ledna 2006, kdy je porazil tým Reading Royals, což znamenalo 14 zápasovou domácí neporazitelnost. Se šňůrou 10 neprohraných zápasů venku vytvořili ligový rekord. Několik hráčů vytvořilo týmové rekordy včetně brankáře Marca Magliarditiho, který odchytal nejvíce zápasů (51) a připsal si nejvíce vítězných zápasů (34). Střední útočník Matt Dzieduszycki vytvořil rekord v produktivitě se 78 kanadskými body a Dan Tudin vytvořil rekord v nejvyšším +/- bodování s +38 body, také ve střelbě s 256 pokusy a se 7 góly v oslabení.
V celkovém součtu základní části skončili druzí o jeden bod za Aljaškou Aces. Získali Brabham Cup. 53 vítězství bylo nejvíce v historii týmu a trenér Glen Gulutzan vyhrál John Brobhy Award pro nejlepšího trenéra ligy. V playoff zvítězili v prvním kole nad týmem Idaho Stealheads, ale ve finále Západní konference prohráli s Aljaškou Aces.
Po přeskupení ligy byli opět umístěni do Pacifické divize, kde už ovšem neměli těžké soupeře jako Aljašku Aces a nebo Idaho Stealheads a tak měli větší šance na lepší umístění. Wranglers začali sezónu bez opor brankáře Marca Magliarditiho a Mika McBaina. Přesto dokázali bodovat v každém z jejich prvních 8 utkání (3 vítězství a 5 remíz). Wranglers se v době, kdy postrádali většinu veteránů, spoléhali na brankáře Mika McKennu a vrátivší se hvězdy Shawna Limprighta a Marca Pelusa. Marc Magliarditi ukončil kariéru v polovině sezóny. V té sezóně vyhráli opět Brabham Cup.
Wranglers ukončili sezónu 2006/07 s těmito výsledky: 46 vítězství, 14 remíz a 12 porážek (106 bodů) a vytvořili ligový rekord s nejméně porážkami "venku" s 5 porážkami. Nováček Mike McKenna skončil druhý při vyhlašování ceny Reebok Goeltender of the Year za Adamem Berkhoelem z Daytonu Bombers a stanovil rekordy s 5 vychytanými nulami a s nejnižším průměrem inkasovaných gólů (2,21). Do playoff vstoupili dobře, když porazili Phoenix RoadRunners, ale poté byli poraženi týmem Idaho Stealheads.

### 5 let v Las Vegas a finále Kelly Cupu
V týmu Wranglers se před jejich pátou sezónou událo mnoho změn. Po odchodu brankáře Marca Migliarditiho odešel i brankář Mike Mckenna, který podepsal smlouvu s klubem Portland Pirates v AHL a Mike McBain ukončil kariéru. Gulutzan podepsal smlouvy s brankáři-nováčky Danielem Manzatem a Kevinem LaLandem. Poté podepsal i s bývalými hráči NHL, dvojčaty Chrisem a Peterem Ferrarem. Peter Ferraro byl jmenován nástupcem Mika McBaina ve funkci kapitána týmu. Přesto, že měl tým dva nezkušené brankáře a ani jednoho hokejistu z počáteční sezóny, tak se na začátku sezóny Wranglerům velmi dařilo, když měli v prvních 17 zápasech bilanci 15 vítězství a 2 porážky. V polovině sezóny Wranglers vedli pohodlně Pacifickou divizi a trenér Gulutzan byl nominován k vedení Národní konference ve třetím ECHL All-Star Game v řadě a je tak mezi trenéry v tomto ohledu rekordmanem. Wranglers si zajistili druhé vítězství v Pacifické divizi v řadě a současně byli prvním týmem ECHL, který ve třech sezónách po sobě dosáhl minimálně 100 bodů.
Wranglers dokončili základní část s tímto stavem: 46 vítězství, 12 remíz a 13 porážek (106 bodů) a byli tak do playoff nasazeni na prvním místě v Národní konferenci. Pravé křídlo Peter Ferraro vytvořil střelecký rekord týmu, když vstřelil 36 gólů. Wranglers ve čtvrtfinále Národní konference vyhráli v šesti-zápasové sérii nad Stocktonem Thunder, kteří byli posíleni o hráče Springfieldu Falcons a Edmontonu Oilers. V semifinále Národní konference porazili Aljašku Aces a ve finále konference zvítězili nad Utahem Grizzlies a po vítězství v konferenci získali svoji první Bruce Taylor Trophy. Ve finále o Kelly Cup ovšem podlehli týmu Cincinnati Cyclones.
Po úspěšné sezóně 2007/08 byli Wranglers nuceni opět přebudovat tým, když přišli o 9 hráčů ze sestavy. Bývalý hráč Las Vegas Mike McBain byl jmenován asistentem trenéra a vystřídal tak na tomto postu Brenta Bilodeaua, který opustil tým po třech letech, aby se mohl stát hlavním trenérem týmu Wichita Thunder v Central Hockey League. V sezóně 2008/09 byl tým ochromen zraněními a nezkušeností hráčů. I přes toto a přes sloučení divize s konkurenčním týmem Fresno Falcons měli Wranglers konkurenceschopný tým, který skončil druhý v divizi za Ontariem Reign. Na konci sezóny se stal incident: poté co narazil Aljašský hráč Matt Stefanishion Chrise Ferrara a zlomil mu nohu, tak se rozzuřený Peter Ferraro (dvojče postiženého) rozhodl napadnout Tima Spencera. Za tento incident byl vedením ligy potrestán na zbytek sezóny a nakonec byl vyhozen i z týmu. Funkci kapitána za něj převzal Shawn Limpright.
Wranglers vstoupili do playoff jako druzí nasazení v konferenci a nastoupili proti Bakersfieldu Condors, které porazili a dále nastoupili proti Stocktonu Thunder, které také porazili. Ve finále konference ovšem prohráli s Aljaškou Aces.

### Odchod Gulutzana a příchod Mougenela
Po nepovedeném finále konference se Gulutzan rozhodl odejít do Texasu Stars hrajícím v AHL, kde se stal hlavním trenérem. Majitel Charles Davenport byl poprvé po sedmi letech nucen hledat nového trenéra. Gulutzan dal Davenportovi několik návrhů na nového trenéra. Davenport jmenoval nového trenéra 25. června 2009, kterým byl Ryan Mougenel do té doby asistent trenéra ve Stocktonu Thunder.
15. července 2009 byl jmenován ředitelem hráčského rozvoje a asistentem generálního manažera bývalý hráč NHL Keith Primeau.
Sezóna 2009/10 byla pro Wranglers jako horská dráha. Většina zkušených hráčů opustilo tým v reakci na snížení mezd, které bylo uskutečněno jako reakce na finanční krizi. Meugenel vedl mladý tým plný hráčů, kteří měli jen málo a nebo vůbec žádné zkušenosti. Tým měl nejnižší platový rozpočet v lize, když hráčům platil 10 300 dolarů týdně (asi 200 000 Kč), přičemž platový strop byl 11 800 dolarů (asi 230 000 Kč).
Na konci roku 2009 prodal Davenport většinu akcií Jonathanu Fleisigovi, který tak získal moc nad klubem. Po špatném začátku, kdy se tým držel na dně Pacifické divize se postupně dostal až na 2. místo v této divizi. Hned ve čtvrtfinále konference ovšem tým prohrál s Utahem Grizzlies. Tým vypadl už v prvním kole poprvé od své první sezóny.
V polovině dubna 2010 prodal Felisig Wranglers neznámým kupujícím, kteří se zavázali, že tým ponechají v Las Vegas. V polovině června 2010 dala rada ECHL jednomyslný souhlas k převodu práv na Wranglers Hockey LLC, který vede Gary Jacobs, realitní developer ze San Diega.

## Přehled ligové účasti
Zdroj: 
- 2003–2004: East Coast Hockey League (Pacifická divize)
- 2004–2006: East Coast Hockey League (Západní divize)
- 2006–2014: East Coast Hockey League (Pacifická divize)

## Kapitáni týmu
- Jason McBain, 2003–05
- Mike McBain, 2005–07
- Peter Ferraro, 2007–09
- Shawn Limpright, 2009
- Chris Neiszner, 2009–2010

## Trenéři
- Glen Gulutzan, 2003–09
- Ryan Mougenel, 2009–13
- Mike Madill, 2013–14